# Plagioscyphus cauliflorus
Plagioscyphus cauliflorus är en kinesträdsväxtart som beskrevs av Ludwig Radlkofer. Plagioscyphus cauliflorus ingår i släktet Plagioscyphus och familjen kinesträdsväxter. Inga underarter finns listade i Catalogue of Life.